# Mictocaris halope
Ordre
Famille
Genre
Espèce
Statut de conservation UICN

 CR B1ab(iii,iv)+2ab(iii,iv) : 
En danger critique
Mictocaris halope est une espèce de crustacés, la seule du genre Mictocaris, de la famille des Mictocarididae et de l'ordre des Mictacea. Elle appartient au super-ordre des péracarides et à la classe des malacostracés.

## Distribution
Cette espèce est endémique des Bermudes. Elle se rencontre dans les grottes Crystal Cave, Green Bay Cave, Roadside Cave et Tucker's Town Cave.

## Systématique et taxinomie
La famille des Hirsutiidae a été placée dans l'ordre des Bochusacea.

## Publications originales
- Bowman, Garner, Hessler, Iliffe & Sanders, 1985 : Mictacea, a New Order of Crustacea Peracarida. Journal of Crustacean Biology, vol. 5, no 1, pp. 74–78 (en).
- Bowman & Iliffe, 1985 : Mictocaris halope, a New Unusual Peracaridan Crustacean from Marine Caves on Bermuda. Journal of Crustacean Biology, vol. 5, no 1, pp. 58-73 (en).